# Schweizer Beachvolleyball-Meisterschaft
Bei der Schweizer Beachvolleyball-Meisterschaft werden jedes Jahr die nationalen Meister bei Männern und Frauen ermittelt. Die Meisterschaft bildet den Abschluss der nationalen Turnierserie. Die aktuellen Schweizermeister sind Nina Brunner und Tanja Hüberli sowie Leo Dillier und Adrian Heidrich.

## Geschichte
Die ersten drei Schweizer Meisterschaften fanden von 1992 bis 1994 in Luzern statt. Nach einmaligen Gastspiel am Strandbad Buochs ist seit 1996 der Bundesplatz in Bern der feste Austragungsort. Die einzige Ausnahme gab es 2003, als das Turnier am Zürcher Hauptbahnhof gespielt wurde. Gstaad war Gastgeber der Weltmeisterschaft 2007 und ist Austragungsort eines Turniers der World Tour.

## Turniere
| Jahr   | Frauen                     | Männer                          |
| ------ | -------------------------- | ------------------------------- |
| 1992   | Hartmann / Meier           | Walser / Wandeler               |
| 1993   | Meili / Stocker            | Gerson / Stauffer               |
| 1994   | Bossi / Gerson             | M. Laciga / P. Laciga           |
| 1995   | Meili / Schläfli           | P. Egger / Heyer                |
| 1996   | Hartmann / Schläfli        | M. Laciga / P. Laciga           |
| 1997   | Schnyder-Benoit / Dormann  | M. Egger / Schudt               |
| 1998   | Kölliker / Hartmann        | Heyer / Walser                  |
| 1999   | Schnyder-Benoit / Hartmann | M. Egger / Vesti                |
| 2000   | Schnyder-Benoit / Hartmann | Heuscher / Kobel                |
| 2001   | Schnyder-Benoit / Kuhn     | M. Egger / Heyer                |
| 2002   | Schnyder-Benoit / Kuhn     | Heuscher / Kobel                |
| 2003   | Schnyder-Benoit / Kuhn     | Heuscher / Kobel                |
| 2004   | Schnyder-Benoit / Kuhn     | Heuscher / Kobel                |
| 2005   | Kuhn / Schwer              | Heuscher / Kobel                |
| 2006   | Kuhn / Schwer              | Heyer / P. Laciga               |
| 2007   | Erni / Grässli             | Heyer / Heuscher                |
| 2008   | Kayser / Grossen           | Heyer / Heuscher                |
| 2009   | Kuhn / Zumkehr             | M. Laciga / Bellaguarda         |
| 2010   | Kuhn / Zumkehr             | M. Laciga / Bellaguarda         |
| 2011   | Kuhn / Zumkehr             | Bellaguarda / Heuscher          |
| 2012   | Forrer / Vergé-Dépré       | Heyer / Chevallier              |
| 2013   | Goricanec / Hüberli        | Prawdzic / Gerson               |
| 2014   | Heidrich / Zumkehr         | Gabathuler / Gerson             |
| 2015   | Forrer / Vergé-Dépré       | Chevallier / Krattiger          |
| 2016   | Forrer / Vergé-Dépré       | Gabathuler / Gerson             |
| 2017   | Heidrich / Vergé-Dépré     | Chevallier / Strasser           |
| 2018   | Betschart / Hüberli        | Beeler / Krattiger              |
| 2019   | Betschart / Hüberli        | Gerson / Heidrich               |
| 2020 * | keine Meisterinnen         | keine Meister                   |
| 2021   | Betschart / Hüberli        | Gerson / Heidrich               |
| 2022   | Brunner / Hüberli          | Dillier / Heidrich              |
| 2023   | Brunner / Hüberli          | Florian Breer / Marco Krattiger |
| 2024   | Brunner / Hüberli          | Florian Breer / Marco Krattiger |